# Renate Blume

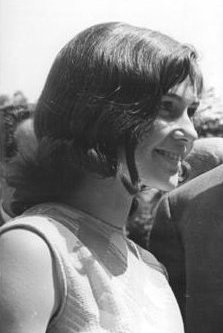
Renate Blume beim Filmfestival Karlovy Vary 1964

Renate Blume, verheiratete Renate Blume-Reed, (* 3. Mai 1944 in Bad Wildungen, Hessen) ist eine deutsche Schauspielerin. Ihren Durchbruch hatte sie 1964 als junge Versicherungsbüroangestellte Rita Seidel an der Seite von Eberhard Esche in der DEFA-Produktion Der geteilte Himmel. Sie spielte in über 80 Film- und Fernsehproduktionen.

## Leben
Renate Blume wurde 1944 im hessischen Bad Wildungen als Tochter eines Ingenieurs geboren. 1956 zog die Familie nach Dresden. Bereits in jungen Jahren nahm sie Ballettunterricht an der Palucca Hochschule für Tanz Dresden. Mit dem Regisseur Frank Beyer (1932–2006) war sie von 1969 bis 1974 verheiratet. Von 1974 bis 1976 war sie mit dem Schauspieler Gojko Mitić (* 1940), den sie während der Dreharbeiten von Ulzana kennenlernte, liiert.
1981 heiratete Blume den in die DDR übergesiedelten US-amerikanischen Schauspieler und Sänger Dean Reed, der den späteren Produzenten und Schauspieler Alexander Reed (* 1969) adoptierte, der aus Blumes erster Ehe mit Regisseur Beyer stammte. Nach einem heftigen Eifersuchtsstreit mit ihr fand man Reed am 13. Juni 1986 tot im knietiefen Wasser des Zeuthener Sees mit aufgeschnittenen Pulsadern und einer Überdosis Schlaftabletten. Er hinterließ einen 15 Seiten langen Abschiedsbrief an den Abteilungsleiter im SED-Zentralkomitee Eberhard Fensch, der von der DDR-Regierung bis 1990 unter Verschluss gehalten wurde. Darin hieß es unter anderem, seine Frau quäle ihn seit Jahren durch Eifersucht. Dem Sozialismus schwor er nicht ab und schrieb dazu: „Es ist die einzigste Lösung für die Hauptprobleme für die Menschheit der Welt.“
Blume lebt in Berlin.

## Werdegang

### Ausbildung und Theater
Blume wollte ursprünglich Balletttänzerin werden, sollte allerdings auf Anraten der Eltern Medizin studieren, woraufhin sie die Ballettschule aufgab.
Sie besuchte die Erweiterte Oberschule und beobachtete während dieser Zeit Proben an verschiedenen Bühnen, so am Theater der Jungen Generation, wo sie Glasers Inszenierung des Märchenballetts Aschenbrödel von Johann Strauss (Sohn) mit Rosemarie Schelenz in der Titelrolle sah und zu der Ansicht kam, sie könne dies auch. Nach einem erfolgreichen Vorsprechen mit der Giftszene aus Romeo und Julia, sollte sie nach ihrem Abitur zurückkehren, was sie auch so umsetzte. Ab 1962 studierte sie an der Staatlichen Schauspielschule in Berlin-Schöneweide. Nach ihrem Abschluss 1965 stand sie als Mitglied des Dresdner Staatstheaters bis 1970 fast ausschließlich auf der Bühne.
Ab 1990 arbeitete Blume als Schauspiellehrerin und war wieder zunehmend auf der Theaterbühne präsent, u. a. war sie auf Tournee mit den Stücken Die Glasmenagerie von Tennessee Williams und Tod eines Handlungsreisenden von Arthur Miller, gastierte an den Landesbühnen Sachsen in Der Tod und das Mädchen und beim Theaterkahn Dresden, spielte am Theater am Dom in Köln, in der Kleinen Komödie am Max II in München, am Theater am Kurfürstendamm, am Winterhuder Fährhaus in Hamburg und im Theater an der Kö in Düsseldorf. 2001 stand sie gemeinsam mit Alexander Reed, ihrem Sohn, auf der Bühne der Störtebeker-Festspiele in Ralswiek auf Rügen. Ab 2003 war sie in mehreren Rollen am Berliner Kriminal Theater zu sehen, so etwa unter der Regie von Kaspar Eichel im Kriminalstück Mord um Mord von Wolfgang Binder und in Mörderspiele sowie in dem Thriller Zwei Fremde im Zug von Patricia Highsmith (Regie: Wolfgang Rumpf). In Joseph Kesselrings Kriminalkomödie Arsen und Spitzenhäubchen war sie 2009 an der Seite von Vera Müller in einer der beiden Hauptrollen zu sehen. 2011 spielte sie zusammen mit Wolfgang Winkler als Alfred Ill „Die Dame“ in Dürrenmatts Der Besuch der alten Dame beim Schauspielensemble Klassik am Meer.
In der am 8. März 2013 an der Comödie Dresden uraufgeführten Komödie Kalendergirls von Tim Firth, die auf Nigel Coles Kalender Girls basiert, spielte Blume als Annie eine der Hauptrollen an der Seite von Walfriede Schmitt, Uta Schorn, Angelika Mann, Ursula Karusseit und Heidi Weigelt.

### Film und Fernsehen
1964, während ihrer Studienzeit, debütierte Blume in dem international erfolgreichen DEFA-Film Der geteilte Himmel nach dem gleichnamigen Buch von Christa Wolf an der Seite von Eberhard Esche in der Hauptrolle der jungen Versicherungsbüroangestellten Rita Seidel, was ihr zum Durchbruch als Schauspielerin verhalf.
Von 1970 bis zur Wende und friedlichen Revolution in der DDR war Blume Mitglied des Schauspielerensembles des Fernsehens der DDR und wirkte in zahlreichen Film- und Fernsehproduktionen der DEFA und des Deutschen Fernsehfunks (DFF). Frank Beyer besetzte sie 1973 in der Hauptrolle der 31-jährigen Architektin Anita in seinem Vierteiler Die sieben Affären der Doña Juanita. Gottfried Kolditz besetzte sie 1974 an der Seite von Gojko Mitić in der Hauptrolle der Leona im DEFA-Indianerfilm Ulzana. Mit Mitić war sie u. a. auch 1977 in der Hauptrolle der Gitte Papenbold in Hubert Hoelzkes Zweite Liebe – ehrenamtlich zu sehen. Unter Konrad Petzold spielte sie 1974 die weibliche Hauptrolle der Joy Gastell neben Dean Reed und Rolf Hoppe im Abenteuerfilm Kit & Co. Zwischen 1978 und 1998 übernahm sie mehrfach Gastrollen in der Fernsehreihe Polizeiruf 110.
In der 13-teiligen Fernsehserie Archiv des Todes spielte sie 1980 die toughe Funkerin bzw. Unterführerin Renate Wiesner. 1984, in der Nachfolgeserie Front ohne Gnade, übernahm sie die Rolle der Widerstandskämpferin Lydia Messmer. Ihre schauspielerische Leistung in der 7-teiligen deutsch-sowjetischen Koproduktion Karl Marx – die jungen Jahre als Jenny, der Ehefrau des Protagonisten der Arbeiterbewegung Karl Marx, brachte ihr 1982 den Leninpreis ein. Im Zweiteiler Benno macht Geschichten war sie ebenfalls 1982 neben Carl-Hermann Risse als Renate Pfeffer in der Rolle einer gestresste Mutter zu sehen, die mit der Erziehung ihres Sohnes Benno überfordert ist. 1983 war sie in dem Fünfteiler Martin Luther als Barbara Cranach, der Ehefrau des von Otto Mellies dargestellten Malers und Grafikers Lucas Cranach der Ältere. Blume wirkte daneben in zahlreichen Kinder- und Jugendproduktionen, so in den DEFA-Märchenfilmen Die zertanzten Schuhe (1977), Der Prinz hinter den sieben Meeren (1982) und Rapunzel oder Der Zauber der Tränen (1988).
Im wiedervereinigten Deutschland konnte Blume nahtlos an ihre Laufbahn in der DDR anknüpfen. In der siebenteiligen Fernsehserie Mit Herz und Robe übernahm sie 1991 als Margot Wilhelm die durchgehende Rolle der Ehefrau des von Peter Reusse gespielten Dr. Klaus Wilhelm. Ebenfalls 1991 spielte sie in der Serie Vorsicht! Falke! in unterschiedlichen Nebenrollen an der Seite von Manfred Möck. Von 2005 bis 2008 gehörte Blume neben Ralf Bauer und Reiner Schöne in der Rolle der Ingrid Lindbergh in 24 Folgen zur Stammbesetzung der ZDF-Fernsehserie Fünf Sterne. Von 2008 bis 2009 übernahm sie als Betreuerin Dr. Gabriele Blume die Rolle des Vormunds der Halbgeschwister Aaron Zuckmayer (Benjamin Martins) und Julia Schnabel (Sina Radtke) in der Kinder- und Jugendserie Schloss Einstein.
Neben festen Serienrollen hatte sie wiederholt Gastauftritte in verschiedenen Fernsehserien und -reihen, u. a. in Tatort, Praxis Bülowbogen, Großstadtrevier, Unser Lehrer Doktor Specht Für alle Fälle Stefanie, Edel & Starck, In aller Freundschaft und in der ARD-Krimiserie Ein Fall für Nadja an der Seite von Marion Kracht. Ihre letzte Rolle vor der Kamera hatte sie 2011 an der Seite von Fritz Wepper als aufmerksame Nachbarin Frau Kampmann in Franziska Meyer Prices Krimikomödie Lindburgs Fall.

## Filmografie

### Kino
- 1964: Der geteilte Himmel
- 1967: Die gefrorenen Blitze
- 1974: Ulzana
- 1974: Kit & Co
- 1979: Das Ding im Schloß
- 1982: Der Prinz hinter den sieben Meeren
- 1992: Die Distel
- 2003: Sternzeichen
- 2007: Die Liebe ist ein Haus (Kurzfilm)

### Fernsehen

#### Fernsehfilme
- 1966: Damen und Husaren
- 1967: Der Findling
- 1968: Der Geizige
- 1968: Liolà
- 1969: Um vier kommt Irene
- 1970: Tanja
- 1971: Verwandte und Bekannte
- 1971: Romanze für einen Wochentag
- 1972: Die Bilder des Zeugen Schattmann (Vierteiler)
- 1973: Die sieben Affären der Doña Juanita (Vierteiler)
- 1974: Maria und der Paragraph (Zweiteiler)
- 1974: Der Leutnant vom Schwanenkietz (Dreiteiler)
- 1975: Im Netz
- 1976: Spartacus (Theateraufzeichnung)
- 1976: Ohne Märchen wird keiner groß
- 1976: Ich – oder keine!
- 1976: Keine Hochzeit ohne Ernst
- 1977: Die Liebe und die Königin
- 1977: Zweite Liebe – ehrenamtlich
- 1977: Ernst Schneller
- 1977: Die zertanzten Schuhe
- 1979: Ich – dann eine Weile nichts
- 1979: Die blonde Geisha
- 1980: Die Heimkehr des Joachim Ott
- 1981: Karl Marx – die jungen Jahre (Karl Marks. Molodye gody)
- 1981: Die Fischers und ihre Frauen (Dreiteiler, Teil 1 Souvernirs)
- 1981: Kippenberg (Zweiteiler)
- 1982: Benno macht Geschichten (Zweiteiler)
- 1983: Die lieben Luder
- 1983: Martin Luther (Fünfteiler)
- 1984: Candida
- 1988: Rapunzel oder Der Zauber der Tränen
- 1989: Die gläserne Fackel (Mehrteiler, 4 Folgen)
- 1990: Albert Einstein (Zweiteiler, Teil 1 Der letzte Sommer)
- 1998: Eine Lüge zuviel
- 2005: Ich bin ein Berliner
- 2009: Wohin mit Vater?
- 2011: Lindburgs Fall

#### Fernsehserien und -reihen
- 1968: Der Mensch neben dir (Folge Die Visite)
- 1968: Der Mensch neben dir (Folge Das Gerücht)
- 1978: Ein Zimmer mit Ausblick (Folge 3 Liebe im Spiel)
- 1978–1998: Polizeiruf 110 (Fernsehreihe, 7 Folgen)
  - 1978: In Maske und Kostüm
  - 1981: Alptraum
  - 1981: Trüffeljagd
  - 1989: Variante Tramper
  - 1990: Tod durch elektrischen Strom
  - 1991: Zerstörte Hoffnung
  - 1998: Todsicher
- 1980: Archiv des Todes (13 Folgen)
- 1984: Front ohne Gnade (10 Folgen)
- 1985–1987: Schauspielereien (verschiedene Rollen, 2 Folgen)
- 1986: Der Staatsanwalt hat das Wort: Feine Fäden
- 1988: Barfuß ins Bett (14 Folgen)
- 1991: Mit Herz und Robe (7 Folgen)
- 1991: Vorsicht! Falke! (7 Folgen)
- 1992: Ein besonderes Paar (12 Folgen)
- 1992: Agentur Herz (Folge Eine Feier für Meyer)
- 1992: Tatort: Tod aus der Vergangenheit
- 1993: Die Männer vom K3 (Folge Made in Hongkong)
- 1993: Ein Mann am Zug (Folge Liebe im Dreieck)
- 1994: Nur eine kleine Affäre (5 Folgen)
- 1994: Happy Holiday (Folge Das Traumhaus)
- 1994: Die Stadtindianer (Folge Zeit der Liebe)
- 1994: Praxis Bülowbogen (Folge Eine längere Geschichte)
- 1995: Großstadtrevier (Folge Die Uhr des Lebens)
- 1995: Unser Lehrer Doktor Specht (Folge Jungfernfahrt)
- 1995: Wolffs Revier (Folge Mausetot)
- 1997: Für alle Fälle Stefanie (Folge Zwei Mütter, eine Tochter)
- 1997: Freunde fürs Leben (Folge Funnybaby)
- 1999: Hallo, Onkel Doc! (Folge Die zweite Chance)
- 2002: Edel & Starck (Folge Der Mantel des Schweigens)
- 2002: In aller Freundschaft (Folge Licht und Schatten)
- 2003: Abschnitt 40 (Folge Seelenfrieden)
- 2005–2008: Fünf Sterne (24 Folgen)
- 2007: Krimi.de (2 Folgen)
- 2007: Ein Fall für Nadja  (Folge Alte Liebe)
- 2007: Tatort: Die Falle
- 2008–2009: Schloss Einstein (8 Folgen)

## Hörspiel
- 1967: Maxim Gorki: Feinde (Nadja) – Regie: Hans Dieter Mäde (Theater – Litera)

## Auszeichnungen
- 1982: Leninpreis für Literatur, Kunst und Architektur für den Fernsehfilm „Karl Marx – die jungen Jahre“